# Springville (Alabama)
Springville város az USA Alabama államában, St. Clair megye megyében. Lakosainak száma 4786 fő (2020. április 1.).

## Népesség
A település népességének változása:

| 2010 | 4 080 |
| 2020 | 4 786 |